# Daisy Miller (film)
Pour plus de détails, voir Fiche technique et Distribution.
Daisy Miller est un film dramatique italo-américain réalisé par Peter Bogdanovich, sorti en 1974. Il s'agit d'une adaptation de Daisy Miller de Henry James.

## Synopsis
Dans les années 1870, Daisy Miller est une jeune Américaine nouveau riche, belle et coquette, qui visite une station thermale suisse avec sa mère, timide et bavarde, et son jeune frère Randolph, gâté et xénophobe. Elle y fait la connaissance de Frederick Winterbourne, un Américain expatrié de la classe supérieure, qui est mis en garde par sa tante douairière, Mme Costello, contre ses manières insouciantes avec les hommes. Pourtant, Frederick est inexorablement attiré par Daisy. Ils finissent pas se donner rendez-vous plus tard à Rome.
Lorsqu'ils se retrouvent dans la capitale italienne, Frederick tente de dissuader Daisy de fréquenter le suave et bavard Italien M. Giovanelli. Il prend pour ce faire prétexte du fait qu'il n'a aucun statut parmi les habitants de la ville, et que sa fréquentation détruira pour Daisy sa réputation auprès des expatriés. Frederick est approuvé en cela par la mondaine Mme Walker, qui est offensée par le comportement libéré de Daisy et manifeste sa désapprobation. Daisy est trop négligemment désinvolte pour les prendre au sérieux.
Frederick est déchiré entre ses sentiments pour Daisy et son respect des coutumes sociales, et il est incapable de dire ce qu'elle ressent vraiment pour lui sous sa façade désinvolte et charmeuse. Lorsqu'il la rencontre un soir avec Giovanelli au Colisée, il se rend compte que l'attitude de Daisy la rend incapable d'aimer qui que ce soit et il le lui fait savoir. Frederick la met également en garde contre le paludisme, contre laquelle elle n'a pas pris de précautions. Elle tombe malade et meurt quelques jours plus tard. À son enterrement, Giovanelli dit à Frederick qu'elle était la femme plus « innocente » qu'il ait jamais rencontré.

## Fiche technique
- Titre original et français : Daisy Miller[1]
- Réalisation : Peter Bogdanovich
- Scénario : Frederic Raphael d'après Daisy Miller de Henry James
- Photographie : Alberto Spagnoli
- Montage : Verna Fields
- Musique : Angelo Francesco Lavagnino
- Décors : Ferdinando Scarfiotti
- Production : Peter Bogdanovich, Frank Marshall, Charles Bluhdorn, Frank Yablans
- Sociétés de production : The Directors Company, Paramount Pictures, Copa Del Oro[1]
- Pays de production :  États-Unis -  Italie[1]
- Langue originale : anglais
- Format : Couleurs par Technicolor - 1,85:1 - Son mono - 35 mm
- Genre : Comédie dramatique
- Durée : 91 minutes
- Date de sortie : 
  - États-Unis : 22 mai 1974
  - France : 1er septembre 1976[1]

## Distribution
- Cybill Shepherd (VF : Chloé Renaud) : Annie P. « Daisy » Miller
- Barry Brown (VF : Thibaut Lacour) : Frederick Winterbourne
- Cloris Leachman : Mme Ezra Miller
- Mildred Natwick : Mme Costello
- Eileen Brennan : Mme Walker
- Duilio Del Prete (VF : Mathieu Buscatto) : M. Gionavelli
- George Morfogen : Eugenio
- Nicholas Jones (en) (VF : Loïc Guingand) : Charles
- John Bartha : le réceptionniste de l'hôtel

 Source et légende : version française (VF) sur RS Doublage